# Jane Curtin
Jane Curtin, née le 6 septembre 1947 à Cambridge, dans le Massachusetts, est une actrice américaine.

## Biographie
Elle a obtenu son diplôme à Collège Elizabeth Seton à New York. 
Elle est devenue célèbre en 1975 sur l'émission Saturday Night Live, ayant battu Mimi Kennedy à l'audition, souvent associée à Dan Aykroyd. Elle habite au Connecticut. Elle est une pratiquante catholique et elle n'a pas participé aux fêtes d'arrière-scène du SNL. 
Dans les années 1980 elle tient la vedette de la sitcom Aline et Cathy avec Susan Saint James, remportant deux fois l'Emmy Award de la meilleure actrice dans une série comique. Elle a aussi donné quelques compositions dramatiques, comme dans le remake télévisé de Soupçons d'Alfred Hitchcock face à l'anglais Anthony Andrews, où elle succède à Joan Fontaine (1988).
Dans les années 1990, elle est surtout connue pour ses rôles dans Coneheads et la sitcom Troisième planète après le Soleil. En 2006, elle apparaît dans une dizaine d'épisodes de Crumbs, autre série comique.

## Filmographie
- 1975 : Saturday Night Live (série télévisée) : Divers (1975-1980)
- 1980 : Les nanas jouent et gagnent (How to Beat the High Co$t of Living) de Robert Scheerer : Elaine
- 1982 : Candida (TV) : Prossie
- 1982 : Divorce Wars: A Love Story (TV) : Vickey Sturgess
- 1983 : The Coneheads (TV) : Prymaat (voix)
- 1984 : Aline et Cathy (Kate & Allie) (série télévisée) : Allison "Allie" Lowell
- 1987 : Suspicion (TV) : Lina McLaidlaw
- 1987 : Vous avez dit dingues ? (O.C. and Stiggs) : Elinore Schwab
- 1988 : Maybe Baby (TV) : Julia Gilbert
- 1990 : Common Ground (TV) : Alice McGoff
- 1990 : Working It Out (série télévisée) : Sarah Marshall
- 1993 : Coneheads de Steve Barron : Prymatt Conehead / Mary Margaret DeCicco
- 1995 : Tad (TV) : Mary Todd Lincoln
- 1996 : Troisième planète après le Soleil (série télévisée) : Dr Mary Albright
- 1998 : Fourmiz (Antz) : Muffy (voix)
- 2000 : Catch a Falling Star (TV) : Fran
- 2003 : Our Town (TV) : Mrs. Myrtle Webb
- 2004 : Geraldine's Fortune : Geraldine Liddle
- 2004 : Les Aventures de Flynn Carson : Le Mystère de la lance sacrée (The Librarian: Quest for the Spear) (TV) : Charlene
- 2005 : Brooklyn Lobster : Maureen Giorgio
- 2006 : Les Aventures de Flynn Carson : Le Trésor du roi Salomon (The Librarian: Return to King Solomon's Mines) (TV): Charlene
- 2008 : Les Aventures de Flynn Carson : Le Secret de la coupe maudite (The Librarian: The Curse of the Judas Chalice) (TV) : Charlene
- 2011 : Mais comment font les femmes ? (I Don't Know how She Does It) : Marla Reddy
- 2012 : Unforgettable (série TV) : Joanne Webster
- 2013 : Les Flingueuses : Mrs Mullins
- 2014 : Flynn Carson et les Nouveaux Aventuriers (The Librarians) (série TV) : Charlene
- 2018 : L'Espion qui m'a larguée (The Spy Who Dumped Me) : Carol
- 2018 : Les Faussaires de Manhattan (Can You Ever Forgive Me?)
- 2019 : Ode to Joy
- 2020 : Marraine ou presque (Godmothered) de Sharon Maguire : Moira
- 2021 : Queen Bees de Michael Lembeck : Janet